# Рьом
Рьом (Рио́м; фр. Riom) — город и коммуна на юге центральной части Франции, в департаменте Пюи-де-Дом.

## История
Покровитель Рьома (в галло-римские времена именовавшегося Рикомагус) Святой Амабль, умер здесь в 475 году. Его реликвии хранятся в базилике Святого Амабля Риомского и до сегодняшнего дня являются целью паломничества.
К началу XIII века Рьом стал резиденцией короля Филиппа II Августа. В 1270 году Альфонс де Пуатье, брат Людовика IX расширил город.
Когда в 1360 году город перешёл Жану Беррийскому, он пережил время расцвета, так как обладавший художественным чутьём герцог собрал в своём дворе архитекторов и художников. Затем городом овладели Бурбоны. В конце Столетней войны святая Жанна д’Арк просила город в 1429 году о финансовой помощи и солдатах для своей борьбы против англичан. Муниципалитет решил вопрос по-обывательски: орлеанская Дева получила солдат, но деньги ей выделены не были. В 1542 году в Рьоме состоялись Grands Jours d’Auvergne — выездная сессия Парижского парламента (председательствовал Мишель де л’Опиталь), во время которой были вынесены смертные приговоры многим дворянам.
С XVII столетия королевский суд заседал в Клермон-Ферране. Значение Рьома значительно ослабло, пока в 1804 году не был установлен Французский двор апелляционного суда. В этом здании на месте средневекового герцогского дворца в 1942 году проходил процесс против виновников поражения Франции в 1940 году, так называемый Риомский процесс. Это был показательный суд режима Виши, в ходе которого было предъявлено обвинение Леону Блюму, Эдуару Даладье, генералу Морису Гамелену и другим. Когда их защитники завели речь об ответственности Петена в поражении, процесс был приостановлен и больше не возобновлялся. Подсудимые были освобождены союзниками в 1945 году.

## Города-побратимы
- Адур
- Нёрдлинген
- Альхемеси
- Лубомо
- Живец
- Виана-ду-Каштелу

## Известные уроженцы
- Клод Франсуа Больё (1754—1827) — французский историк, публицист, журналист.
- Андре Жан Христоф Шаброль (1771-1836) — французский политический и государственный деятель эпохи Реставрации.